# 노부샤역
노부샤역(일본어: 信砂駅)은 일본 홋카이도 마시케 군 마시케정에 위치한 홋카이도 여객철도 루모이 본선의 철도역이다. 단선 승강장 1면 1선의 구조를 갖춘 지상역이다.

## 이용 현황
- 1992년 : 24명

## 역 주변
- 국도 제231호선
- 노부샤 강
- 신노부샤 강

## 역사
- 1963년 12월 1일 : 일본국유철도 루모이 본선의 레우케 역 - 샤구마 역 간에 노부샤 가승강장으로서 신설 개업, 여객 업무만 취급
- 1987년 4월 1일 : 일본국유철도 분할 민영화와 함께 홋카이도 여객철도가 승계, 노부사역이 됨
- 1990년 3월 10일 : 영업 거리 설정
- 1993년 2월 : 마시케 방향으로 약 2 km 이설
- 2016년 12월 5일 : 역 업무 폐지

## 인접 역
| 홋카이도 여객철도 루모이 본선 | 홋카이도 여객철도 루모이 본선 | 홋카이도 여객철도 루모이 본선 |
| ----------------------------- | ----------------------------- | ----------------------------- |
| 아훈 후카가와 방면            | 루모이 본선                   | 샤구마 마시케 방면            |